# قرصعنة كريتية
القِرصَعنة الكريتية أو شوك العرقباني أو قرصعنة أو فقيع (Eryngium creticum) نوع نباتي عشبي يتبع جنس القِرصَعنة من الفصيلة الخيمية.

## الموئل والانتشار
موطنه الأصلي حوض البحر الأبيض المتوسط، حيث يتواجد في سورية وبلاد الشام ومصر والبلقان.